# Karty kontrolne

Przykładowa karta kontrolna

Karty kontrolne (ang. control charts) – wykresy liniowe, na których dodatkowo znajdują się dwie linie, zwane górnym i dolnym limitem kontrolnym. Karty kontrolne służą do zobrazowania takich parametrów zjawiska jak średnia, odchylenie standardowe, rozstęp.

## Karty kontrolne — charakterystyka
Karty kontrolne są jednym z podstawowych narzędzi statycznej kontroli jakości nazywanej również statystyczną kontrolą procesu (z ang. Statistical Process Control — SPC). Twórcą kart kontrolnych jest Walter A. Shewhart.
Karty kontrolne stosowane są w procesach, w których konieczne jest ciągłe monitorowanie — produkcji. Związane jest to również z potrzebą pobierania próbek potrzebnych do analizy podczas procesu produkcji.
Karty kontrolne są graficzną metodą ukazywania nieprawidłowości zachodzących w procesie produkcji. Wykres jest wyznacznikiem zmienności parametrów statystycznych (m.in. wartość średnia próby, zakres zmienności — rozstęp, odchylenie standardowe) względem czasu.
Podczas tworzenia wykresu ustala się graniczne linie będące wyznacznikiem statyczności procesu:
1. Górna linia kontrolna — GLK
2. Linia centralna
3. Dolna linia kontrolna — DLK

## Cel kart kontrolnych
Karty kontrolne służą do kontrolowania procesów, mają na celu zwiększenie wydajności produkcji oraz jakości wyrobów.
Dzięki analizie kart kontrolnych można stwierdzić, czy zmiany zakłócające dany proces są zdarzeniem naturalnym (związanym z procesem) lub też przyczyną specjalną, która występuje systematycznie lub sporadycznie i jest sygnałem do znalezienia i eliminacji zakłóceń w badanym procesie.
Czynniki powodujące niezgodności w badanym procesie na karcie kontrolnej przedstawione są w postaci:
- punktów nie mieszczących się w wyznaczonym przedziale (poza liniami kontrolnymi)
- wyraźne sekwencje następujących po sobie punktów:

1. nad lub pod linią wartości średnich
2. rosnących lub malejących.

## Podział kart kontrolnych
| Ocena liczbowa                                                                                     | Ocena alternatywna                                                                                 |
| -------------------------------------------------------------------------------------------------- | -------------------------------------------------------------------------------------------------- |
| Karta wartości średniej (x) i rozstępu (R) lub odchylenia standardowego(S) - karta x-R - karta x-s | Karta frakcji jednostek niezgodnych (p) lub liczby jednostek niezgodnych (np) - karta p - karta np |
| Karta pojedynczych obserwacji(xi) i ruchomego rozstępu (R) - karta xi-R                            | Karta liczby niezgodności(c) lub liczby niezgodności na jednostkę(u) - karta c - karta u           |
| Karta mediany(M)i rozstępu (R) - karta M-R                                                         | |
| Karta sum skumulowanych                                                                            | |